# Seweryn Kisielewski

Herb Junosza

Seweryn Kisielewski herbu Junosza, pseudonim Wujek (ur. 31 grudnia 1821 w Krakowie, zm. 22 listopada 1915 w Krakowie) – ziemianin, filantrop.
Ojciec był porucznikiem Milicji Wolnego Miasta Krakowa. Dzieciństwo spędził w rodzinnym Krakowie. Naukę kontynuował na Politechnice w Wiedniu. W roku 1848 porzucił studia i włączył się do powstania.
W latach 1849–1860 był oficerem armii austriackiej. W Słupcu przyczynił się do powstania oddziałów Łopackiego, Jordana i Dionizego Czachowskiego. Zmarł w rodzinnym Krakowie w wieku 94 lat.
Został pochowany na cmentarzu Rakowickim w Krakowie.